# Teresa Pawłowska (sybiraczka)
Teresa Pawłowska z domu Skowalczyńska (ur. 4 kwietnia 1932 r. we Włodzimierzu, zm. 28 grudnia 2017 r. w Raciborzu) - sybiraczka, działaczka społeczna, pielęgniarka. 

## Życiorys
W lutym 1940 r., wraz z rodziną została deportowana do Kostousowa (obwód swierdłowski). W 1944 r. trafiła do sowchozu na terenie obecnej Ukrainy, skąd w 1946 r. wróciła do Polski. Po przyjeździe do kraju Teresę Skowalczyńską zakwalifikowano do czwartej klasy, szybko przenosząc ją do klasy piątej. W 1952 r. otrzymała nakaz pracy i osiedliła się w Raciborzu. W tym samym roku zaczęła pracę jako oddziałowa na pediatrii w lokalnym szpitalu. Zaprojektowała wówczas pasy dla chorych umożliwiające odpoczynek w pozycji siedzącej. W 1958 roku rozpoczęła pracę w Zasadniczej Szkole Asystentek Pielęgniarskich jako Instruktorka. W 1967 roku z jej inicjatywy, przy raciborskim szpitalu utworzono terenowe koło Polskiego Towarzystwa Pielęgniarskiego. 
Wraz z zakończeniem kariery zawodowej rozpoczęła aktywną działalność społeczną, włączając się do raciborskiego Związku Sybiraków. Z jej inicjatywy i według jej projektu, w 1999 roku, na raciborskim cmentarzu Jeruzalem powstał Pomnik Pamięci Sybiraków. W 2000 roku Teresa Pawłowska zorganizowała IV Krajowy Zjazd Zesłańców z Kostousowa. 